# Río Mogalakwena
El río Mogalakwena ( en afrikáans: Magalakwenarivier ) es uno de los principales cursos de agua de la provincia de Limpopo, Sudáfrica . También es un importante afluente del río Limpopo .

## Curso
Este río fluye desde el lado oriental del macizo de Waterberg hacia el noreste a través de una amplia llanura inundada como el río Nyl. Después de unos 80 km comienza a curvarse hacia el norte y su nombre cambia a Mogalakwena. Luego fluye por la provincia de Limpopo hasta unirse a la orilla derecha del río Limpopo en la frontera entre Sudáfrica y Botsuana.
La cuenca del Mogalakwena se ve afectada por un ciclo de lluvias de cinco años en el que el río está prácticamente seco durante cinco años, seguido de otros cinco años en los que hay suficiente caudal de agua. Hay 8 presas en la cuenca de Mogalakwena. 
La mayor concentración de hipopótamos en el río Limpopo se encuentra entre los ríos Mokolo y Mogalakwena.

## Afluentes

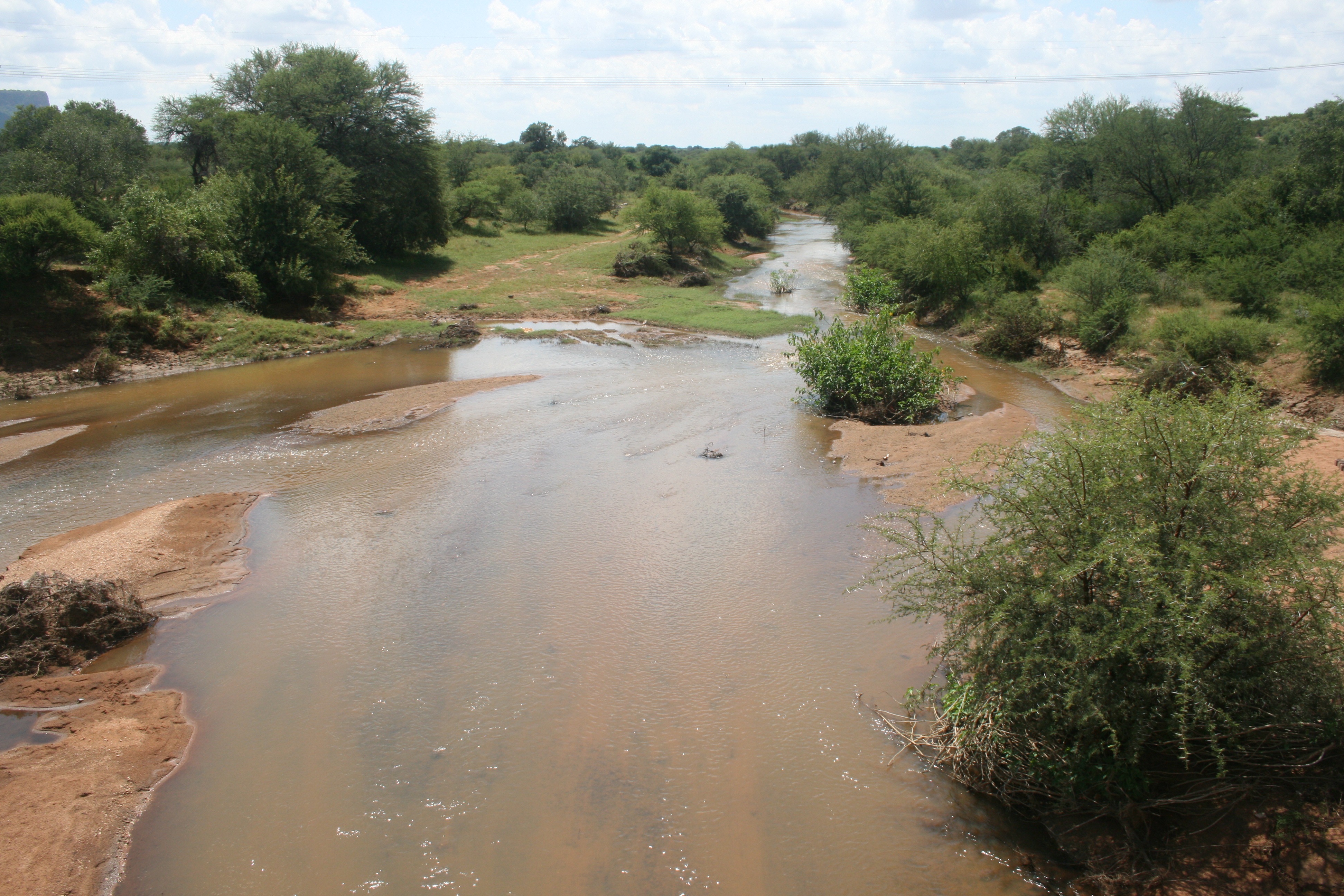
El río Little Magalakwena (o Motse) cerca de Marken, Limpopo, es un afluente de la orilla izquierda del Mogalakwena

El tramo superior o más meridional del río Mogalakwena es el río Nyl, conocido por su amplia llanura de inundación, también conocida como Nyl pan (afrikáans: Nylsvlei). La llanura de inundación está parcialmente conservada en la Reserva Natural de Nylsvley, e incorpora uno de los mayores ecosistemas individuales de Sudáfrica para las aves acuáticas.
El Mothlakole, Dorps, Rooisloot (derecha), Groot Sandsloot (derecha), Witrivier (derecha), Sterk (izquierda), Mokamolo (izquierda), Little Magalakwena (izquierda), Matlalane (derecha), Seepabana (derecha), Ga-Mamoleka (derecha), Pholotsi y Thwathwe son algunos de los afluentes del Mogalakwena.

## Represas en la cuenca
- Presa Glen Alpine
- Represa Doorndraai, en el río Sterk
- Presa Combrink, en el río Dorps
- Presa Donkerpoort, en el río Klein Nyl